# Basen Kanaryjski

Baseny oceaniczne Atlantyku

Basen Kanaryjski – część Oceanu Atlantyckiego, basen oceaniczny położony w jego środkowo-wschodniej części, ograniczony Grzbietem Północnoatlantyckim, Płaskowyżem Zachodnioafrykańskim, wybrzeżem Mauretanii i Sahary Zachodniej. Maksymalna głębokość 6750 m.